# Okres Brodnica
Okres Brodnica (polsky Powiat brodnicki) je okres v polském Kujavsko-pomořském vojvodství. Rozlohu má 1038,79 km² a v roce 2020 zde žilo 79 023 obyvatel. Sídlem správy okresu je město Brodnica.

## Gminy
Městská:
- Brodnica

Městsko-vesnické:
- Górzno
- Jabłonowo Pomorskie

Vesnické:
- Bartniczka
- Bobrowo
- Brodnica
- Brzozie
- Osiek
- Świedziebnia
- Zbiczno

## Města
- Brodnica
- Górzno
- Jabłonowo Pomorskie

## Sousední okresy
| Růžice kompasu | Grudziądz     | Nowe Miasto    | Nowe Miasto | Růžice kompasu |
| Růžice kompasu | Wąbrzeźno     | Sever          | Działdowo   | Růžice kompasu |
| Růžice kompasu | Wąbrzeźno     | Okres Brodnica | Działdowo   | Růžice kompasu |
| Růžice kompasu | Wąbrzeźno     | Jih            | Działdowo   | Růžice kompasu |
| Růžice kompasu | Golub-Dobrzyń | Rypin          | Żuromin     | Růžice kompasu |